# کالوسه
روستای کالوسه در جنوب غربی شهرستان مسجدسلیمان و در فاصله ۲۵ کیلومتری این شهرستان واقع شده است. ساکنان این روستا از ایل بختیاری است که به دلیل همزیستی در کنار اقوام بختیاری ساکن در روستاهای مجاور به وجود آمده است. وجه تمایز این روستا چشمه آب شیرین موجود در آن است که نام روستا نیز برگرفته از نام همین چشمه است. اما متأسفانه در سال‌های اخیر به دلیل کمی بارش نزولات جوی و خشکسالی، در فصول خشک آب این چشمه به حداقل میزان خود می‌رسد. از روستاهای مجاور کالوسه می‌توان از جهجه، شاه‌ولی، شکرآب و تنگپل نام برد.

## معرفی روستا
تاریخچه و پیشینه روستا
روستای مورد نظر در دوره تقسیم اراضی، به همت و مدیریت شیخ شاهمراد اولاد شهباز شکل گرفت. در آن زمان، شیخ شاهمراد، که حکم حکومتی و عنوان کلانتری بخشی از منطقه لهبری را داشت، از خویشاوندان و بستگان خود دعوت کرد تا به این منطقه بیایند و سکونت یابند. شیخ شاهمراد با تقسیم زمین‌های کشاورزی میان ساکنان اولیه، ساختار اقتصادی و اجتماعی روستا را پایه‌گذاری کرد. بدین ترتیب، روستا به‌تدریج توسعه یافت و کشاورزی و دامپروری به مشاغل اصلی ساکنان آن تبدیل شد. زمین‌های کشاورزی برای کشت دیم، به‌ویژه محصولاتی نظیر گندم و جو، استفاده می‌شد که به دلیل شرایط آب‌وهوایی منطقه و منابع آب محدود، بیشترین سازگاری را با محیط داشتند.
از دیگر فعالیت‌های مردم روستا می‌توان به دامپروری اشاره کرد، که به عنوان مکمل کشاورزی، نیازهای معیشتی ساکنان را تأمین می‌کرد. با گذشت زمان، روستا توانست به یکی از مراکز اقتصادی کوچک اما پررونق در منطقه تبدیل شود و به لطف تلاش و پشتکار اهالی، در تأمین مواد غذایی خودکفا گردد. همچنین، شیخ شاهمراد با ایجاد تعاملات اجتماعی و فرهنگی میان ساکنان، نقش مهمی در پیوند اهالی و ایجاد اتحاد و همبستگی در این جامعه کوچک داشت.
تحولات اجتماعی و فرهنگی روستا
در طول سال‌ها، این روستا شاهد تحولات فرهنگی و اجتماعی متعددی بوده است. مهاجرت‌ها و ورود نسل‌های جدید موجب تغییراتی در سبک زندگی و آداب و رسوم روستا شد. با این حال، باورها و سنن قدیمی همچنان حفظ شده و در قالب‌های جدید، همچنان جایگاه ویژه‌ای در میان اهالی دارند. روستا علاوه بر فعالیت‌های اقتصادی، با توجه به روابط نزدیک و احترام به شخصیت‌های دینی و فرهنگی، به محلی برای ترویج ارزش‌های سنتی و مذهبی تبدیل شده است.
افراد مشهور روستا
- شیخ شاهمراد اولاد شهباز: او مؤسس و پایه‌گذار این روستا بود و با مدیریتی قوی، باعث شد که این منطقه به محلی امن برای سکونت و فعالیت‌های اقتصادی تبدیل شود. نفوذ و جایگاه شیخ شاهمراد در میان مردم به دلیل مهارت‌های مدیریتی و نفوذ اجتماعی‌اش بسیار بالا بود.
- شیخ حبیب‌الله رخشان: یکی از چهره‌های برجسته روستا و از نسل بعدی مؤسسان، که با فعالیت‌های فرهنگی و مذهبی خود به روستا کمک کرد تا روحیه همبستگی و احترام به ارزش‌های دینی در میان مردم تقویت شود.
- شیخ جعفر سیاهپور: او نیز با فعالیت‌های اجتماعی و فرهنگی خود، در استحکام روابط بین اهالی و توسعه فرهنگی روستا نقش مؤثری داشت. شیخ جعفر، یکی از چهره‌های مورد احترام روستا بود که با ارشادات خود در مناسبات مختلف اجتماعی، تأثیرگذار بود.
- شیخ سردار سیاهپور: او به عنوان یکی از چهره‌های جوان‌تر روستا، با نگاهی جدید به مسائل و با حفظ میراث گذشتگان، به ایفای نقش در روستا ادامه داد و با تلاش در جهت بهبود وضعیت زندگی و حفظ میراث فرهنگی، از محبوبیت بالایی در میان مردم برخوردار شد.

این افراد به عنوان شخصیت‌های برجسته و تأثیرگذار روستا شناخته می‌شوند و نقش آن‌ها در ارتقای سطح فرهنگی و اجتماعی روستا از یاد نخواهد رفت.